# Dichelhoplia crassa
Dichelhoplia crassa är en skalbaggsart som beskrevs av Sharp 1881. Dichelhoplia crassa ingår i släktet Dichelhoplia och familjen Melolonthidae. Inga underarter finns listade i Catalogue of Life.